# BBTスーパーニュース チャンネル8
『BBTスーパーニュース チャンネル8』（ビービーティースーパーニュース チャンネルエイト）は、富山テレビで、2014年3月31日から2015年3月27日まで1年間、平日に生放送していた夕方ワイド番組である。

## 概要
- これまでの「Youドキッ!たいむ」と「FNN BBT Super NEWS」の枠を統合し、新しいローカルイブニングニュースワイド番組として再出発するもので、「Youドキッ!～」のような生活情報からローカル報道に重点を置くことになった。

- キャッチフレーズは、「夕方のテレビチャンネルは8!“とやまの今”をお伝えします!」。

## 放送時間
| 期間      | 期間      | 放送時間（JST）        |
| 期間      | 期間      | 月曜日 - 金曜日        |
| --------- | --------- | ---------------------- |
| 2014.3.31 | 2015.3.27 | 16:30 - 18:55（145分） |

## 出演者
メインMC
- 吉村尚郎（BBTアナウンサー）
- 矢野美沙（月曜日 - 水曜日、BBTアナウンサー）
- 林藍菜（木曜日・金曜日、当時BBTアナウンサー）

お天気キャスター
- 豊田麻衣

スポーツキャスター
- 伊藤恵祐（BBTアナウンサー）

ほか

## 主なコーナー
- きょうのコミミ
- とやまのみんなでソラをライブ - ウェザーニューズ社とのコラボによるデータ放送を活用した双方向型天気実況コーナー。ANN系列以外での放送は初めて。富山県にはANN系列局が無い。
- メダカの学校を探せ

など